# Død mands kiste
Død mands kiste er en dansk kortfilm fra 2014, der er instrueret af Steen Bech.

## Handling
Tim rejser til dødsriget for at få sin datter, som han ikke har set i 10 år, tilbage. På rejsen får han følgeskab af datteren, som han husker hende, da han forlod hende som 8-årig. Endelig møder han døden, som går med til at bytte Tims liv for datteren. Kan Tim snyde døden?